# Kanjut Sar II
Der Kanjut Sar II ist ein 6831 m hoher Berg im Karakorum. 
Er gehört zum Hispar Muztagh, einem Teil der Karakorum-Hauptkette in der pakistanischen autonomen Region Gilgit-Baltistan nördlich des Hispar-Gletschers. Der Kanjut Sar II erwächst aus dem Südostgrat des Kanjut Sar I und wird vom Khani-Basa-Gletscher im Westen und Süden sowie vom Khurdopin-Gletscher im Nordosten flankiert.

## Besteigungsgeschichte
Die Erstbesteigung des Kanjut Sar II gelang einem Schweizer Team 1985. 
Expeditionsleiter Toni Spirig sowie Ueli Stahel und Richie Ott führten sie nach mehreren Versuchen schließlich im Alpinstil durch. Die Bergsteiger erreichten den Gipfel am 10. Juli. Die Aufstiegsroute führte über die Nordwestseite.
Am 29. Juli 1990 gelang einer niederländischen Expedition die Zweitbesteigung des Kanjut Sar II im Alpinstil über die Südwand. Expeditionsmitglieder waren Peter Kok, Frank Schmidt, Franck van den Barselaer, Hendrik Freie und Pieter de Kam.